# Operation Kingpin

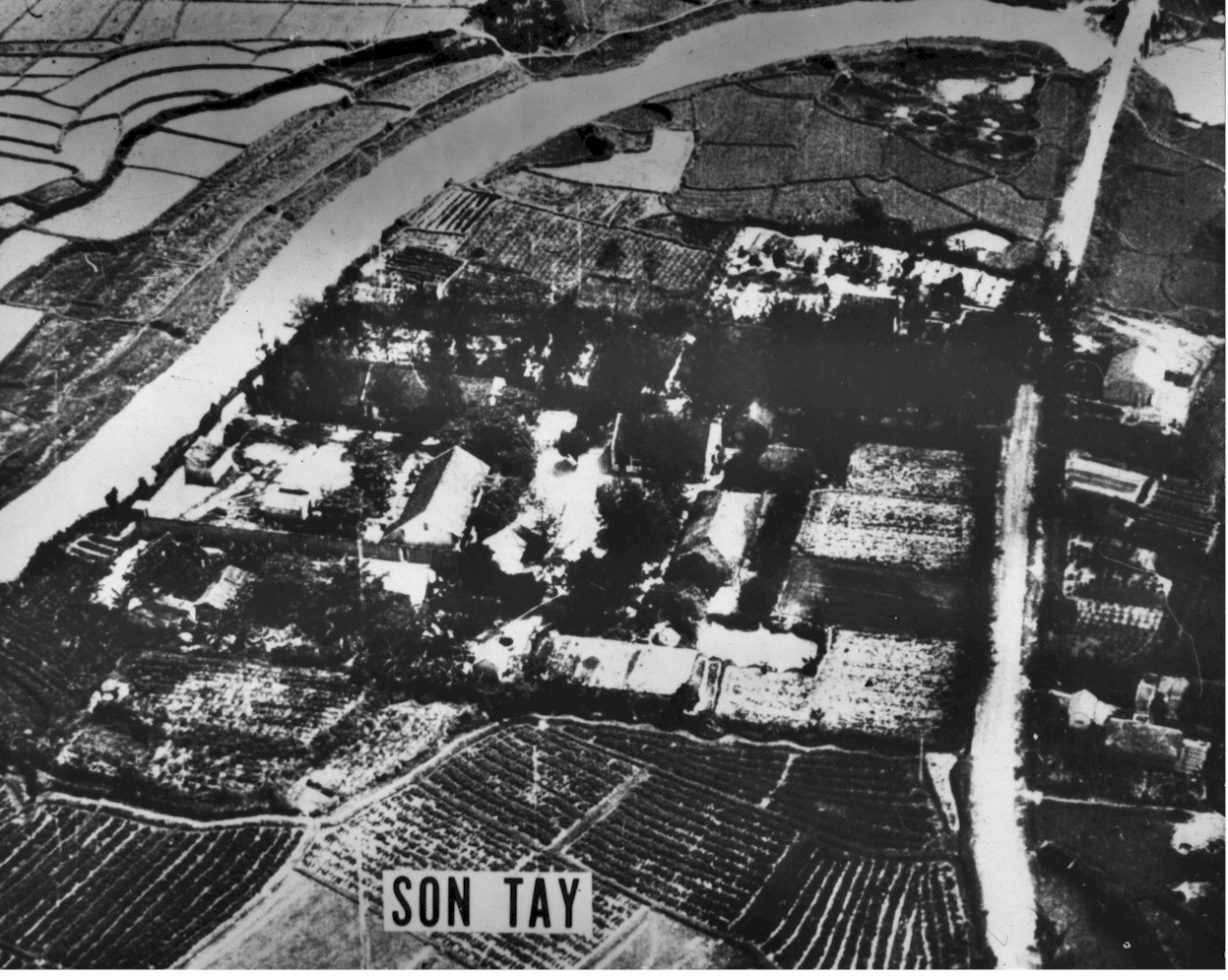
Gefangenenlager Son Tay

Operation Kingpin war ein militärisches Kommandounternehmen der US Army im Jahre 1970 während des Vietnamkrieges zur Befreiung von amerikanischen Soldaten aus einem nordvietnamesischen Kriegsgefangenenlager bei Sơn Tây.

## Planung

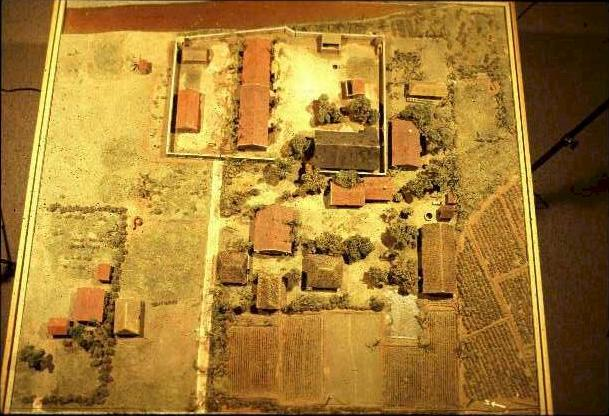
Modell des Gefangenenlagers

Anfang des Jahres 1970 entdeckte eine Aufklärungsdrohne (UAV) ein neues Kriegsgefangenenlager westlich von Hanoi. Es handelte sich um das Sơn Tây-Camp, das als Auffanglager des berüchtigten Hỏa-Lò-Gefängnis beziehungsweise Hanoi Hilton (Spitzname des US-Militärs) fungierte. Die Auswertung der Aufklärungsfotos ergab, dass an diesem Ort etwa 50 amerikanische Soldaten festgehalten wurden. Daraufhin wurde der Green Berets-Offizier Col. Arthur D. Simons mit der Planung und Ausführung einer Befreiungsoperation beauftragt. Das Team bestand aus 100 handverlesenen Army Special Forces-Veteranen, allesamt mit mehrjähriger Südostasienerfahrung, die aus über 500 Freiwilligen ausgewählt wurden. Auf der Eglin Air Force Base (Florida) wurde ein zerlegbares Eins-zu-eins-Modell errichtet, das zu bestimmten Zeiten auseinandergebaut und während der Überflugphasen sowjetischer Spionagesatelliten in einem Hangar versteckt werden musste. Mehrere Monate lang wurden dort sämtliche Aspekte einer solchen Operation trainiert. Captain Richard J. Meadows entwickelte eigens für diesen Einsatz eine Überraschungstaktik, die einen Hubschrauberabsturz direkt ins Zentrum des Lagerkomplexes vortäuschen sollte. Gleichzeitig sollte der Angriff mit Ablenkungsluftangriffen auf Hanoi flankiert werden.

## Ausführung

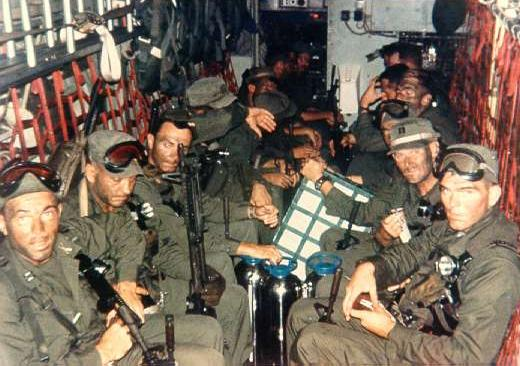
Green Berets an Bord einer der Hubschrauber

Schließlich wurde der Einsatz von Präsident Richard Nixon persönlich genehmigt und am 21. November 1970 durchgeführt. Zunächst verlief der Angriff planmäßig, die Überraschungslandung gelang, alle Wachmannschaften konnten ohne eigene Verluste neutralisiert und das Lager gesichert werden. Doch dann musste die Einheit feststellen, dass sämtliche Gefangenen verlegt worden waren (wegen Überflutungsgefahr bereits Wochen vorher). Und obwohl nur ein Flugzeug vom Typ F 105G Wild Weasel abgeschossen wurde und das gesamte Team komplett zurückkehrte, wurde die Operation in der amerikanischen Öffentlichkeit als Fehlschlag gewertet.

## Folgen
Tatsächlich war der Einsatz trotz des Fehlschlags dennoch auf andere Art erfolgreich. Die nordvietnamesische Führung musste feststellen, dass ihre Gefangenenlager nun ständig durch ähnliche Kommandooperationen gefährdet waren. Daraufhin war sie bestrebt, sämtliche amerikanischen Kriegsgefangenen im Hỏa-Lò-Gefängnis in Hanoi zu konzentrieren. Zwar führte das zu einer immensen Überbelegung der Zellen, aber auf der anderen Seite hatten die Gefangenen dadurch den psychologischen Vorteil, nicht mehr in Isolationshaft gehalten zu werden. Ein weiterer unmittelbarer Erfolg der Operation war eine nordvietnamesische Neubewertung der Gefangenensituation. Das Regime konnte es sich nicht mehr leisten, die Kriegsgefangenen zu sehr zu misshandeln, weil es nun ständig mit eventuell erfolgreichen Befreiungsoperationen rechnen musste und ausgemergelte und verletzte ehemalige Kriegsgefangene vor laufenden Kameras propagandistisch von den USA hätten instrumentalisiert werden können. In zunehmendem Maße wurden die Kriegsgefangenen von der nordvietnamesischen Regierung aber auch als nutzbare Verhandlungsmasse für Friedensgespräche gesehen.